# Daisuke Sakata
Daisuke Sakata (Prefectura de Kanagawa, Japó, 16 de gener de 1983) és un futbolista japonès.

## Selecció japonesa
Daisuke Sakata va disputar 1 partits amb la selecció japonesa.